# Płodozmian

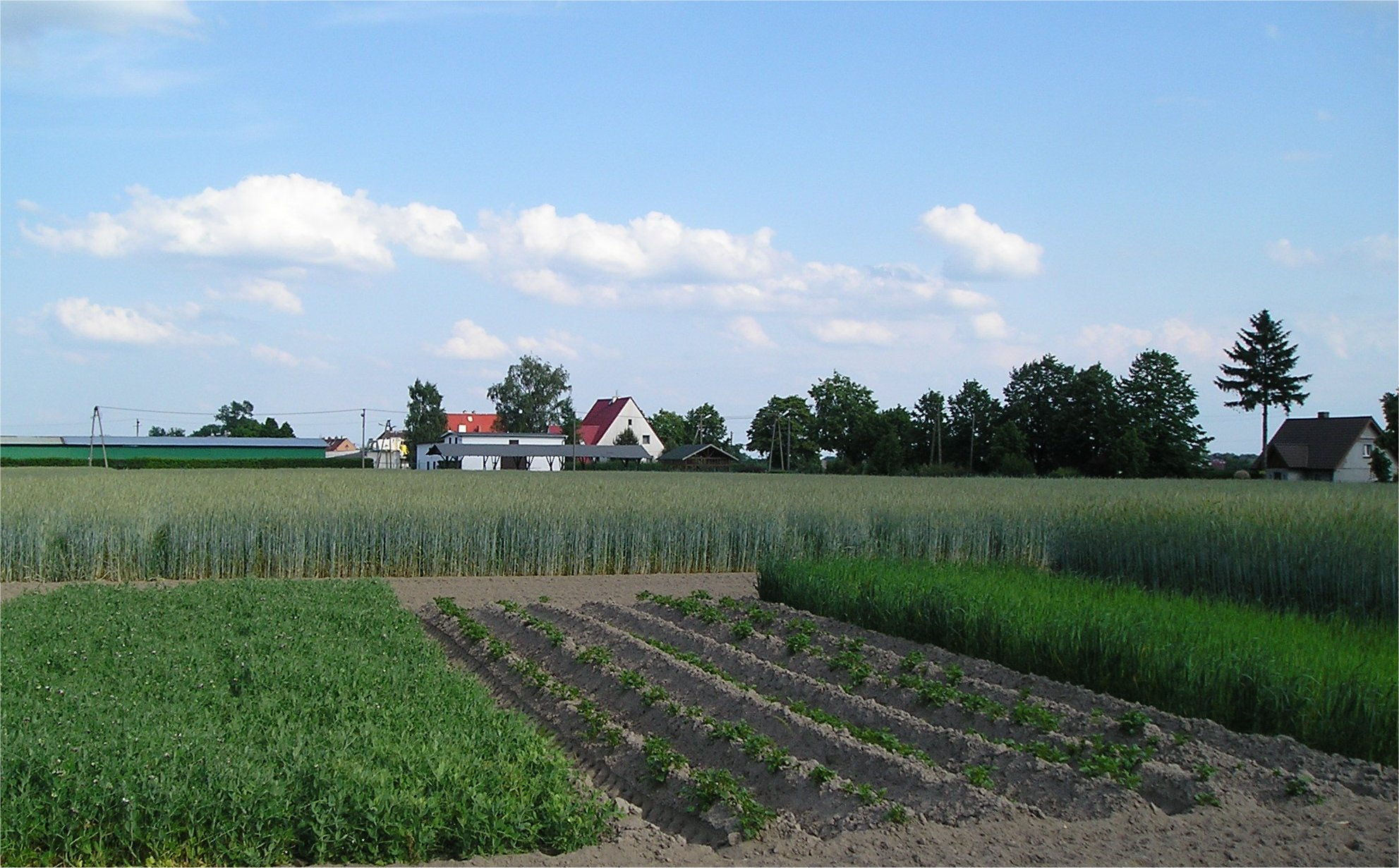
Płodozmian norfolski (ziemniak-owies-groch-żyto) i monokultura żyta założone w 1966 r. w Rolniczym Zakładzie Doświadczalnym Swojec Uniwersytetu Przyrodniczego we Wrocławiu

Płodozmian – system zagospodarowania ziemi uprawnej, oparty na zaplanowanym z góry na wiele lat następstwie roślin po sobie, na wyznaczonym do tego celu obszarze podzielonym na pola, jednocześnie dostosowany do specyficznych warunków rolniczo-ekonomicznych gospodarstwa. 
Płodozmian określa również strukturę zasiewów, będącą podstawą do ustalenia typu płodozmianu. Rotacja może następować w cyklach kilkuletnich lub kilkunastoletnich, wiążąc się z hodowlą zwierząt (płodozmiany paszowe, pastewne), czy też z przemysłem rolniczym (płodozmiany przemysłowe). Głównym celem stosowania płodozmianu jest uzyskanie dzięki odpowiedniemu zmianowaniu roślin wzrostu żyzności gleby, co wiąże się ze zwiększeniem ilości i jakości produkcji roślinnej oraz pośrednio zwierzęcej gospodarstwa. Płodozmian odgrywa dużą rolę w zapobieganiu groźnym chorobom roślin uprawnych, często jest główną metodą ich zapobiegania, a bywa, że jedyną. Odgrywa również dużą rolę jako jedna z metod zwalczania chwastów. 
Twórcą polskiego systemu gospodarki płodozmianowej jest Bolesław Świętochowski.

## Historia
Obserwując ewolucję systemów gospodarowania ziemi uprawnej łatwo zauważyć, że początkowe proste systemy upraw, takie jak system żarowy, są stopniowo zastępowane przez coraz bardziej skomplikowane systemy płodozmianowe. Wiąże się to bezpośrednio z wyjaławianiem gleby przez roślinę uprawianą na tym samym stanowisku od dłuższego czasu, czego skutkiem było zawsze obniżenie każdego następnego plonu rośliny, a także nasilenie występowania chorób roślin. Pierwszym zalążkiem systemu płodozmianowego była dwupolówka, gdzie obszar uprawny dzielono na dwa pola: na pierwszym siano po kolei zboże jare i ozime, drugie ugorowano w celu regeneracji gleby. Stopniowo rozwinęła się ona w trójpolówkę tzw. klasyczną, bądź ugorowo-zbożową, tu grunty orne dzielono na trzy pola, ugorując je kolejno, następnie obsiewając zbożem ozimym i w trzecim roku jarym. System ten wprowadzono w Europie Zachodniej w IX wieku zgodnie z zarządzeniem Karola Wielkiego, w Europie Środkowej upowszechnił się około XIII wieku. Z czasem trójpolówka klasyczna ewoluowała w system płodozmianowy, trójpolówkę bezugorową, gdzie zamiast zostawiać pole ugorem, zaczęto obsiewać je roślinami motylkowymi lub okopowymi. W Polsce ulepszoną trójpolówkę wprowadzono na przełomie XVIII i XIX wieku.
Nowoczesny płodozmian wywodzi się bezpośrednio z trójpolówki bezugorowej, znano go i stosowano w XVI wieku we Flandrii, udoskonalono w klasyczną czteropolówkę, zwaną płodozmianem norfolskim w 1731 w Anglii, która obejmowała zboża ozime i jare, rośliny motylkowe i okopowe; w Niemczech pod koniec XVIII wieku płodozmian propagował Albrecht Daniel Thaer, w Polsce natomiast ksiądz Jan Krzysztof Kluk, a w początkach wieku XIX Jan Nepomucen Kurowski, Michał Oczapowski, czy Dezydery Adam Chłapowski.

## Rodzaje płodozmianów
- Ze względu na intensywność uprawianych roślin:
  - płodozmiany intensywne – wysoki poziom nakładów, zastosowanie maszyn rolniczych, siły roboczej; uprawa roślin o dużych wymaganiach pokarmowych, glebowych czy uprawowych, (uprawy współrzędne, burak cukrowy, len, rzepak, tytoń)
  - płodozmiany ekstensywne – głównie rośliny mniej wymagające (zbożowe, pastewne)
- Ze względu na strukturę zasiewów:
  - płodozmiany polowe
    - zbożowe, powyżej 60% powierzchni zbóż
    - okopowe, powyżej 25% powierzchni zajmują rośliny okopowe
    - przemysłowe, powyżej 25% powierzchni rośliny przemysłowe
    - buraczane
    - lniarskie
    - mieszane

  - płodozmiany paszowe: powyżej 50% powierzchni rośliny przeznaczone na paszę
    - pastewne, powyżej 50% powierzchni rośliny pastewne
      - przypodwórzowe, źródło paszy dla ferm hodowlanych
      - przemienne-pastwiskowe lub łąkowe, gdzie część gruntów ornych używana jest jako łąka bądź pastwisko przez okres 4-8 lat

  - płodozmiany specjalne:
    - nasienne, zawierające powyżej 50% roślin uprawianych na nasiona
    - warzywne, częste w gospodarstwach ogrodniczych
    - energetyczne, złożone z gatunków roślin energetycznych
    - przeciwerozyjne, zawierające rośliny chroniące glebę przed erozją
    - rekultywacyjne, stosowane przejściowo w rolniczym zagospodarowaniu terenów zdegradowanych.